# 龍嵩正街
龍嵩正街（葡萄牙語：Rua Central，通稱龍嵩街），為澳門中區的一條街道，位於崗頂前地之下，全長約360米。由亞美打利庇盧大馬路起至風順堂街止。在新馬路開闢前原通至聖母聖誕堂門前（早年教堂門開西南），由大堂前地到新馬路一段今稱為大堂街。

## 歷史
龍嵩街於1848年開闢，為當時澳門其中一條交通要道之一。其時，新馬路尚未被開闢成大馬路，故此龍嵩街成為居民來往澳門西面與澳門舊城的主要樞紐。葡萄牙人初到澳門之時，除居於大三巴腳下的澳門舊城內之外，亦有為數不少的葡萄牙人聚居於南灣至龍嵩街一帶，市面一片繁華景象。街道的葡文名稱"Rua Central"意為中心街，所以可見龍嵩街當時被認為是澳門的中心部分。
至於中文名稱龍嵩街，則源自位於崗頂上的聖奧斯定教堂。聖奧斯定教堂始建於1586年，為西班牙天主教修會奧斯定會所創立，附設修道院。教堂建後三十多年左右，遭受了一場炮火破壞而損毀。自此的一段長時間教堂都處於被毁後的頹垣敗瓦景象，當時為了抵擋風雨，信眾就以蒲葵作蓑圍住教堂。每當大風雨吹來之時，葵葉被吹動有如虬龍的鬆動，故此華人便稱該教堂為“龍鬆廟” (昔日華人喜以“廟”或“寺”字形容教堂)。而處於教堂之下的中心街亦順理成章地被稱為龍鬆街。後因有人認為“鬆”字不雅，故改以近音的“嵩”字，取其高大巍然之意。

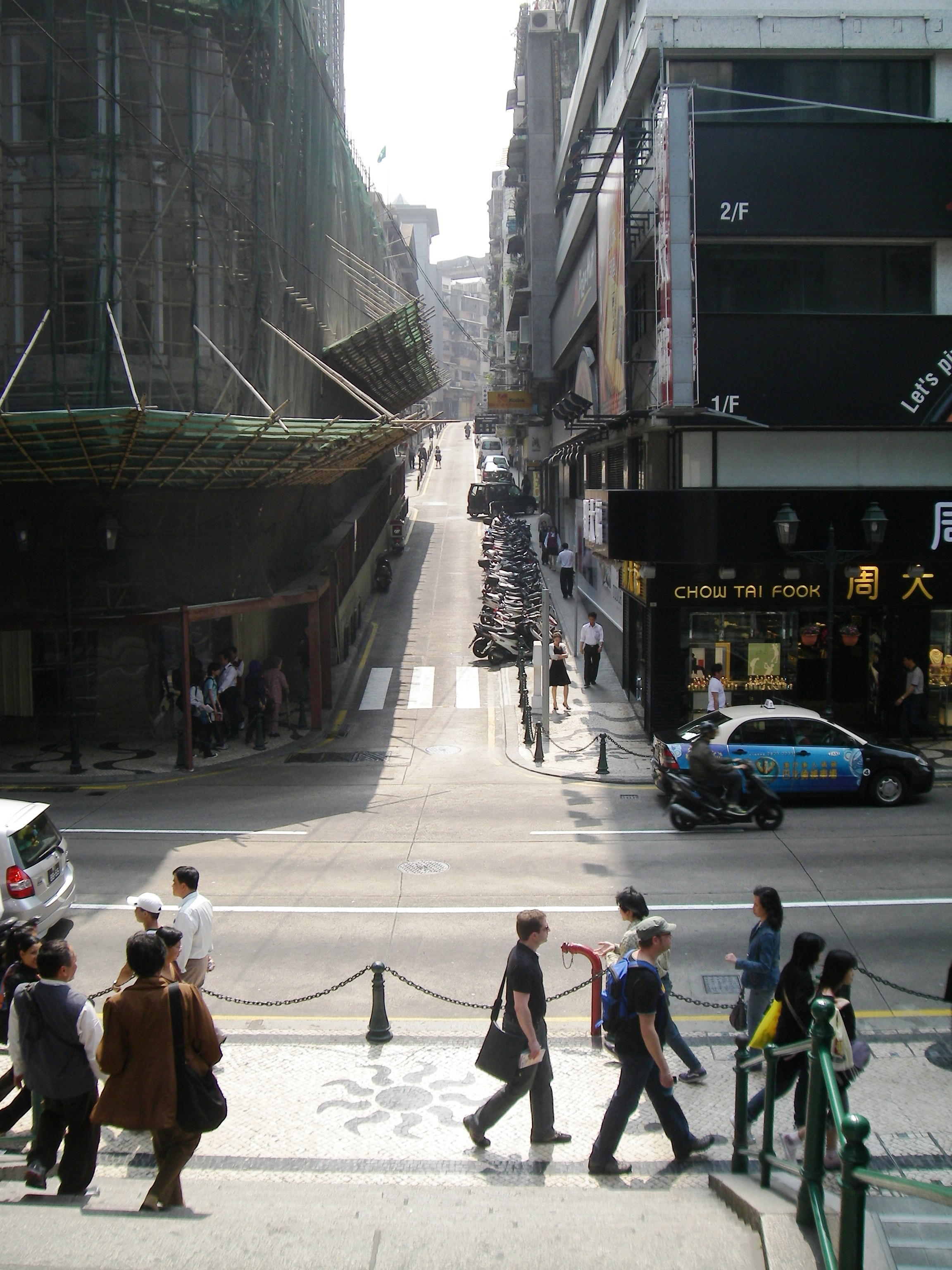
自大堂街望向龍嵩街 （圖中龍嵩正街左方正在建設的為現今的永光廣場，後方為司法警察局舊址）

## 傳說
龍嵩街本身亦存在著一個神異的傳說。據《澳門記略》所記載，於聖奧斯定教堂被毁後的某夜，教堂的大鐘突然不動而自鳴，居於龍嵩街一帶的居民都能清楚聽到。後來居民認為是天神顯靈，遂集資重建聖奧斯定堂。重建後的聖奧斯定堂華麗宏偉，至2005年更入選世界文化遺產名冊中澳門歷史城區的一部分。

## 文化與商業
街道初建之時，商業交易相當蓬勃，亦集結不同地方的文化特色。因為除葡萄牙人之外，後期亦有印度人、猶太人及中國人於此街開設商店，熱鬧非常。隨著新馬路的開闢，該街今日已不見昔日繁華，但仍屬商住混合區。
另外，此街亦是被稱為“基督城”的中心街道的組成部分之一。基督城街區由龍嵩街作起點，途經風順堂街、高樓街、媽閣街到媽閣斜巷為止，沿途有不少教堂、歐式建築以及名人大宅等，如聖老楞佐教堂、阿婆井前地和鄭家大屋等。

## 重要建築
- 司法警察局舊址